# 聯合國安全理事會第65號決議
聯合國安理會第65號決議是1948年12月28日在聯合國安全理事會第395次會議通過的。這項決議請求聯合國安理會30號決議上提及的各國駐巴達維亞領事代表盡快就印度尼西亞的局勢提交完整的報告，內容需包括停火令的執行情況和軍事佔領區或軍隊可能撤退區域的普遍情況。
該決議在烏克蘭蘇維埃社會主義共和國及蘇聯的棄權下，以9票對0票通過。

## 外部連結
- 65號決議全文 （页面存档备份，存于）